# Bulgarischer Fußballpokal 2000/01
Der Bulgarischer Fußballpokal 2000/01 war die 61. Austragung des Pokalwettbewerbs im Fußball in Bulgarien. Pokalsieger wurde der FK Lowetsch. Das Team setzte sich im Finale gegen Welbaschd Kjustendil durch. Durch den Sieg qualifizierte sich ZSKA für den UEFA-Pokal 2001/02.

## Modus
Bis zur dritten Runde und im Finale wurden die Begegnungen in einem Spiel entschieden. Bei unentschiedenem Ausgang gab es eine Verlängerung von zweimal 15 Minuten und gegebenenfalls ein Elfmeterschießen.
Vom Achtelfinale bis zum Halbfinale wurde der Sieger in Hin- und Rückspiel ermittelt. Bei Torgleichheit entschied zunächst die Anzahl der auswärts erzielten Tore, danach eine Verlängerung und falls erforderlich ein Elfmeterschießen.

## Teilnehmer
| A Grupa (14) | B Grupa (18) | W Grupa (26) | W Grupa (26) |
| --- | --- | --- | --- |
| - Botew Plowdiw - FC Hebar Pasardschik - Lewski Sofia - FK Lowetsch - Lokomotive Sofia - Minjor Pernik - Neftochimik Burgas - Beroe Stara Sagora - Slawia Sofia - Spartak Warna - Tscherno More Warna - FC Tschernomorez Burgas - Welbaschd Kjustendil - ZSKA Sofia | - Akademik Swischtow - Belasiza Petritsch - FC Bdin Widin - FC Botew Wraza - FK Chaskowo - PFC Dobrudscha Dobritsch - Dorostol Silistra - FC Dunaw Russe - Pirin Blagoewgrad - Lokomotive Plowdiw - Marek Dupniza - FC Metalurg Pernik - FK Schumen - Septemwri Sofia - Slantschew brjag Nessebar - FK Spartak Plewen - Swetkawiza Targowischte - Widima-Rakowski Sewliewo | - Belite Orli Plewen - FK Dragoman - FK Dulowo - Energetik Pernik - Granitschar Kirkowo - Granitschar Sliwengrad - FK Fairplay Warna - FK Jambol - Jedinstwo Gurkowo - Junak Schumen - Kaliakra Kawarna - FK Kameno - Lokomotive Russe | - Lowiko Suchindol - PFK Montana - Planinez Aprilzi - Rodopa Smoljan - Sagorez Nowa Sagora - Septemwri Simitli - Sokol Markowo - Spartak Sofia - Stefanel Dupniza - Trakia Panagjurischte - Tschardafon Gabrowo - Tschawdar Bjala Slatina - Wenez Oreschez |

## 1. Runde
Teilnehmer: 26 Drittligisten, davon sechs mit Freilos
| Datum      |                              | Ergebnis  |                               |
| ---------- | ---------------------------- | --------- | ----------------------------- |
| 13.09.2000 | FK Dragoman (III)            | 1:0       | Spartak Sofia (III)           |
| 13.09.2000 | Energetik Pernik (III)       | 3:4 n. V. | Septemwri Simitli (III)       |
| 13.09.2000 | FK Kameno (III)              | 3:4 n. V. | FK Jambol (III)               |
| 13.09.2000 | Rodopa Smoljan (III)         | 4:5 n. V. | Sokol Markowo (III)           |
| 13.09.2000 | Jedinstwo Gurkowo (III)      | 1:0       | Granitschar Kirkowo (III)     |
| 13.09.2000 | Granitschar Sliwengrad (III) | 3:1       | Sagorez Nowa Sagora (III)     |
| 13.09.2000 | PFK Montana (III)            | 2:0       | Belite Orli Plewen (III)      |
| 13.09.2000 | Planinez Aprilzi (III)       | 2:1       | Tschawdar Bjala Slatina (III) |
| 13.09.2000 | Wenez Oreschez (III)         | 1:0       | Tschardafon Gabrowo (III)     |
| 13.09.2000 | Kaliakra Kawarna (III)       | 1:2       | Lokomotive Russe (III)        |
|            | FK Dulowo (III)              | Freilos   |                               |
|            | FK Fairplay Warna (III)      | Freilos   |                               |
|            | Junak Schumen (III)          | Freilos   |                               |
|            | Lowiko Suchindol (III)       | Freilos   |                               |
|            | Stefanel Dupniza (III)       | Freilos   |                               |
|            | Trakia Panagjurischte (III)  | Freilos   |                               |

## 2. Runde
Teilnehmer: Die 16 Sieger der 1. Runde und die 18 Zweitligisten, davon zwei mit Freilos.
| Datum      |                                | Ergebnis  |                                |
| ---------- | ------------------------------ | --------- | ------------------------------ |
| 23.09.2000 | FK Dragoman (III)              | 0:3       | Pirin Blagoewgrad (II)         |
| 23.09.2000 | Trakia Panagjurischte (III)    | 0:4       | Marek Dupniza (II)             |
| 23.09.2000 | Lokomotive Russe (III)         | 2:1       | Lokomotive Plowdiw (II)        |
| 23.09.2000 | Sokol Markowo (III)            | 1:0       | Belasiza Petritsch (II)        |
| 23.09.2000 | Granitschar Sliwengrad (III)   | 3:0       | PFC Dobrudscha Dobritsch (II)  |
| 23.09.2000 | FK Fairplay Warna (III)        | 3:0       | Septemwri Sofia (II)           |
| 23.09.2000 | Septemwri Simitli (III)        | 0:1       | FC Botew Wraza (II)            |
| 23.09.2000 | FK Dulowo (III)                | 3:2 n. V. | Slantschew brjag Nessebar (II) |
| 23.09.2000 | Stefanel Dupniza (III)         | 2:0       | Akademik Swischtow (II)        |
| 23.09.2000 | Junak Schumen (III)            | 0:4       | FK Chaskowo (II)               |
| 23.09.2000 | Jedinstwo Gurkowo (III)        | 0:3       | FC Dunaw Russe (II)            |
| 23.09.2000 | Planinez Aprilzi (III)         | 0:3       | FC Metalurg Pernik (II)        |
| 23.09.2000 | FK Jambol (III)                | 2:1       | FK Schumen (II)                |
| 23.09.2000 | Lowiko Suchindol (III)         | 0:1       | Swetkawiza Targowischte (II)   |
| 23.09.2000 | PFK Montana (III)              | 0:5       | FK Spartak Plewen (II)         |
| 23.09.2000 | Wenez Oreschez (III)           | 2:1       | FC Bdin Widin (II)             |
|            | Dorostol Silistra (III)        | Freilos   |                                |
|            | Widima-Rakowski Sewliewo (III) | Freilos   |                                |

## 3. Runde
Teilnehmer: Die 18 Sieger der 2. Runde und die 14 Erstligisten.
| Datum      |                              | Ergebnis  |                               |
| ---------- | ---------------------------- | --------- | ----------------------------- |
| 04.11.2000 | FC Dunaw Russe (II)          | 4:1       | Dorostol Silistra (II)        |
| 04.11.2000 | Lokomotive Russe (III)       | 1:3       | Neftochimik Burgas (I)        |
| 04.11.2000 | Granitschar Sliwengrad (III) | 1:0       | FC Tschernomorez Burgas (I)   |
| 04.11.2000 | Swetkawiza Targowischte (II) | 2:3 n. V. | ZSKA Sofia (I)                |
| 04.11.2000 | FK Dulowo (III)              | 1:6       | Lokomotive Sofia (I)          |
| 04.11.2000 | FC Hebar Pasardschik (I)     | 5:1       | FC Botew Wraza (II)           |
| 04.11.2000 | FK Spartak Plewen (II)       | 3:1       | Slawia Sofia (I)              |
| 04.11.2000 | Pirin Blagoewgrad (II)       | 2:0       | Widima-Rakowski Sewliewo (II) |
| 04.11.2000 | Marek Dupniza (II)           | 1:2       | Welbaschd Kjustendil (I)      |
| 04.11.2000 | FK Jambol (III)              | 1:2       | Beroe Stara Sagora (I)        |
| 04.11.2000 | FK Fairplay Warna (III)      | 2:3       | Spartak Warna (I)             |
| 04.11.2000 | Wenez Oreschez (III)         | 1:8       | FK Lowetsch (I)               |
| 04.11.2000 | FC Metalurg Pernik (II)      | 1:0       | Minjor Pernik (I)             |
| 04.11.2000 | Sokol Markowo (III)          | 1:2       | Lewski Sofia (I)              |
| 04.11.2000 | Tscherno More Warna (I)      | 6:0       | FK Chaskowo (II)              |
| 04.11.2000 | Stefanel Dupniza (III)       | 1:5       | Botew Plowdiw (I)             |

## Achtelfinale
| Datum             |                              | Gesamt    |                         | Hinspiel | Rückspiel |
| ----------------- | ---------------------------- | --------- | ----------------------- | -------- | --------- |
| 21.11./02.12.2000 | FC Dunaw Russe (II)          | 0:4       | Lewski Sofia (I)        | 0:1      | 0:3       |
| 22.11./02.12.2000 | Tscherno More Warna (I)      | 1:7       | FK Spartak Plewen (II)  | 1:3      | 0:4       |
| 22.11./02.12.2000 | Beroe Stara Sagora (I)       | 2:4       | Botew Plowdiw (I)       | 1:2      | 1:2       |
| 22.11./02.12.2000 | Welbaschd Kjustendil (I)     | 4:1       | FC Metalurg Pernik (II) | 3:0      | 1:1       |
| 22.11./02.12.2000 | FC Hebar Pasardschik (I)     | 3:4       | Lokomotive Sofia (I)    | 3:1      | 0:3       |
| 22.11./02.12.2000 | Spartak Warna (I)            | 3:4       | Pirin Blagoewgrad (II)  | 2:0      | 1:4       |
| 22.11./02.12.2000 | Granitschar Sliwengrad (III) | 02:11     | FK Lowetsch (I)         | 2:3      | 0:8       |
| 23.11./02.12.2000 | ZSKA Sofia (I)               | (a)2:2(a) | Neftochimik Burgas (I)  | 2:0      | 1:3       |

## Viertelfinale
| Datum             |                          | Gesamt |                        | Hinspiel | Rückspiel |
| ----------------- | ------------------------ | ------ | ---------------------- | -------- | --------- |
| 24.02./04.04.2001 | FK Lowetsch (I)          | 3:1    | ZSKA Sofia (I)         | 3:0      | 0:1       |
| 24.02./04.04.2001 | Lewski Sofia (I)         | 6:1    | Botew Plowdiw (I)      | 4:0      | 2:1       |
| 07.03./04.04.2001 | Lokomotive Sofia (I)     | 7:2    | Pirin Blagoewgrad (II) | 4:1      | 3:1       |
| 07.03./04.04.2001 | Welbaschd Kjustendil (I) | 6:4    | FK Spartak Plewen (II) | 3:1      | 3:3       |

## Halbfinale
| Datum             |                      | Gesamt |                          | Hinspiel | Rückspiel |
| ----------------- | -------------------- | ------ | ------------------------ | -------- | --------- |
| 18.04./02.05.2001 | FK Lowetsch (I)      | 4:1    | Lewski Sofia (I)         | 4:0      | 0:1       |
| 18.04./02.05.2001 | Lokomotive Sofia (I) | 2:6    | Welbaschd Kjustendil (I) | 1:1      | 1:5       |

## Finale
| Paarung              | FK Lowetsch – Welbaschd Kjustendil |
| Ergebnis             | 1:0 n. V. |
| Datum                | 24. Mai 2001 |
| Stadion              | Lokomotiw-Stadion, Sofia |
| Zuschauer            | 8.000 |
| Schiedsrichter       | Anton Genow |
| Tore                 | 1:0 Stefan Jurukow (92.) |
| FK Lowetsch          | Witomir Wutow – Bogdan Pătrașcu (80. Iwajlo Petew), Schiwko Schelew, Valeriu Răchită (3. Stanislaw Batschew) – Nebojša Jelenković, Kiril Nikolow, Dragoljub Simonović, Christo Jowow – Stefan Jurukow, Zoran Janković Cheftrainer: Ferario Spassow |
| Welbaschd Kjustendil | Krassimir Petkow – Trajan Djankow, Iwan Paskow, Petar Kolew, Georgi Petrow – Iwan Stojtschew, Stanislaw Gentschew, Vančo Trajanow, Slawtscho Pawlow – Metodi Stojnew, Bojko Welitschkow (56. Plamen Petrow) Cheftrainer: Dimitar Dimitrow          |
| Gelbe Karten         | Dragoljub Simonović, Bogdan Pătrașcu – keine |
| Platzverweise        | keine – Iwan Stojtschew (3.) |